# Viridiana
Pour plus de détails, voir Fiche technique et Distribution.
Viridiana est un film mexicano-espagnol réalisé par Luis Buñuel, sorti en 1961, qui a obtenu la Palme d'or lors du festival de Cannes 1961.

## Synopsis
Viridiana va bientôt prononcer ses vœux et s'enfermer dans un couvent. Auparavant, elle vient une dernière fois saluer son oncle, Don Jaime, riche bourgeois. Celui-ci tente de la séduire et lui propose de l'épouser. Elle refuse, horrifiée, et s'enfuit de la propriété. Don Jaime se donne la mort en se pendant dans le jardin.
Héritière du domaine avec son cousin Jorge, fils naturel de Don Jaime, Viridiana renonce au cloître et décide de consacrer sa vie et sa propriété aux pauvres qui mendient à la sortie de l'église. Un soir où les maîtres sont absents, les personnes qu'elle a recueillies investissent la maison, organisent un banquet, se saoûlent et transforment leur fête en orgie. Devant le retour prématuré de Viridiana et de Jorge, la plupart fuient mais deux des mendiants essaient de violer leur bienfaitrice.
Sauvée par son cousin, qui convainc l'un des mendiants de tuer l'autre, Viridiana cède aux charmes de Jorge et finit par s'installer avec lui et leur servante dans un ménage à trois.

## Fiche technique
- Titre original et titre français : Viridiana
- Réalisation : Luis Buñuel (assistant : Juan Luis Buñuel)
- Scénario : Luis Buñuel et Julio Alejandro, d'après le roman Halma de Benito Pérez Galdós (1895)
- Musique et direction musicale : Gustavo Pittaluga
- Direction de la photographie : José F. Aguayo
- Décors : Francisco Canet
- Son : A. García Tijeras
- Montage : Pedro del Rey et Luis Buñuel
- Production : Gustavo Alatriste, Ricardo Muñoz Suay et Pere Portabella
- Sociétés de distribution : José Esteban Alenda Distribución (Espagne) ; Ursulines Distribution (France)
- Pays de production :  Espagne -  Mexique
- Langue originale : espagnol
- Format : noir et blanc - 1,37:1 - 35 mm - mono
- Genre : drame
- Durée : 90 minutes
- Dates de sortie :
  - Espagne : 9 avril 1977
  - France : 28 août 1961

## Distribution
- Silvia Pinal : Viridiana, jeune novice
- Francisco Rabal : Jorge, fils naturel de Don Jaime
- Fernando Rey : Don Jaime, hidalgo veuf, oncle de Viridiana
- José Calvo : Don Amalio, un mendiant
- Margarita Lozano : Ramona, servante de Don Jaime
- José Manuel Martín (es) : El Cojo, le mendiant boiteux
- Victoria Zinny : Lucia, la fiancée de Jorge
- Luis Heredia : El Poca, un mendiant
- Joaquín Roa : Don Zequiel, un mendiant
- Lola Gaos : Enedina, une mendiante
- Teresa Rabal : Rita, la fille de Ramona
- Juan García Tienda : José, le mendiant lépreux
- Sergio Mendizábal : El Pélón, un mendiant
- Alicia Jorge Barriga : La Erena, la mendiante naine
- Maruja Isbert : La Cancionera, la mendiante chantante
- Milagros Tomas: Refugio, un mendiant
- Palmira Guerra : La Jardinera, une mendiante
- Joaquin Mayol : Paco, un mendiant
- Francisco René : Moncho, le vieux domestique de Don Jaime

## Commentaires
Buñuel continue de régler ses comptes avec l'oppression qu'il a subie dans sa jeunesse et aborde ses thèmes préférés : le fétichisme sexuel et l'inceste, l'hypocrisie de l'Église, la bêtise et la suffisance de la bourgeoisie, la bestialité populaire.
La « Cène » où le Christ et ses apôtres sont remplacés par des mendiants reste un monument de provocation.

## Réception du film

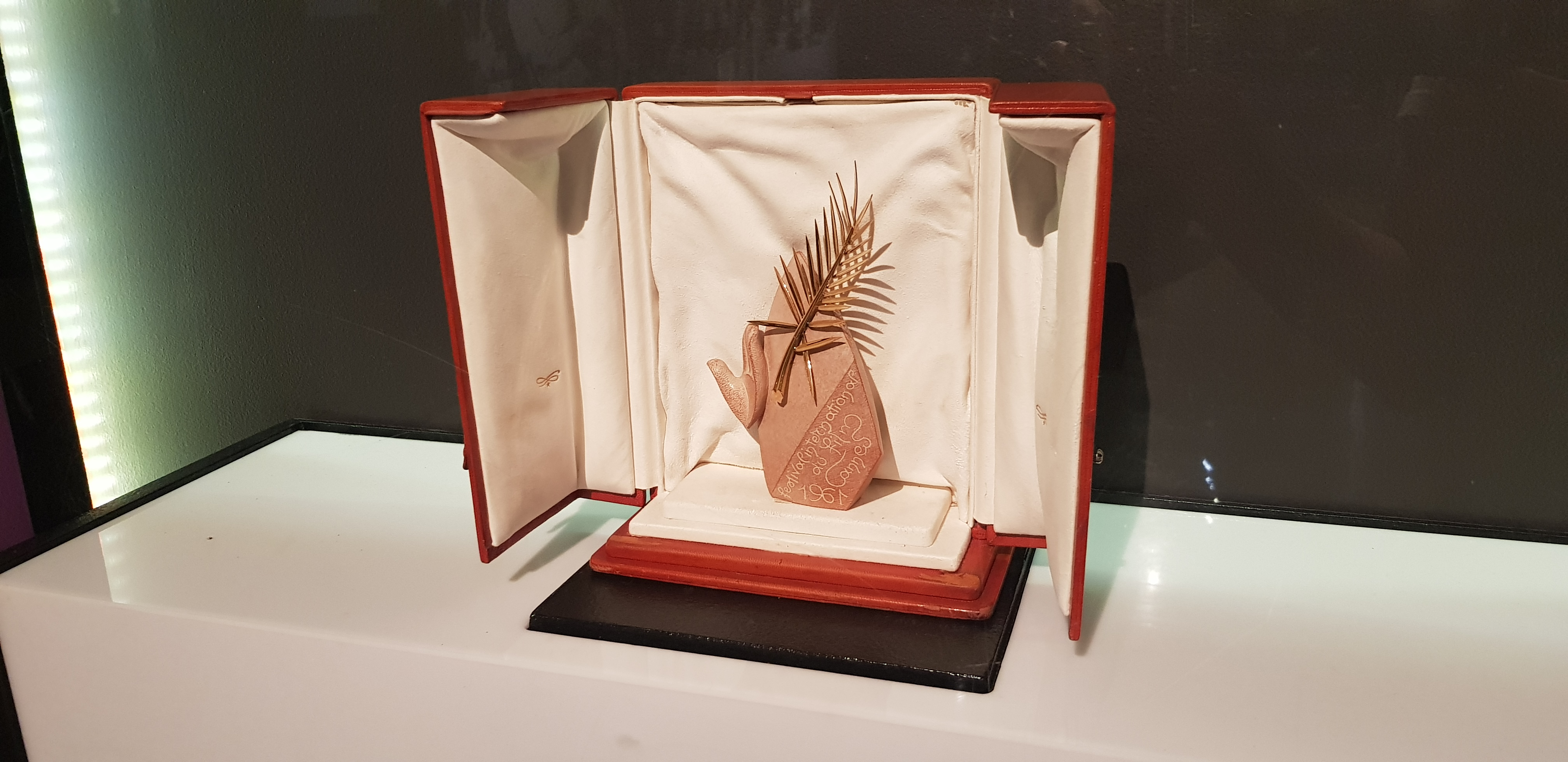
La Palme d'or attribuée à Viridiana.

À Cannes, le film fit scandale, mais il remporta la Palme d'or, ex æquo avec Une aussi longue absence d'Henri Colpi. « Comme le tirage de la copie du film, qui devait s'achever à Paris, avait pris du retard, il fut projeté seulement le dernier jour, alors que les prix avaient été attribués. Après avoir visionné Viridiana, les jurés se réunirent à nouveau et décidèrent de lui décerner » la distinction suprême, tandis que l'œuvre d'Henri Colpi avait déjà été récompensée.
Le Vatican, par l'intermédiaire de son journal L'Osservatore Romano, déjà contrarié par l'accueil réservé à Mère Jeanne des anges de Jerzy Kawalerowicz, jugea le film de Buñuel « sacrilège et blasphématoire ». Viridiana fut donc immédiatement interdit par l'administration espagnole, le directeur général de la Cinématographie fut mis à la retraite anticipée pour être monté sur scène, à Cannes, afin de recevoir le prix, alors que les maisons de production Uninci et Films 59 étaient poursuivies pour « exportation illégale de film en France. » La même administration décida, par la suite, d'annuler rétroactivement l'autorisation de tournage et de « dénaturaliser » le film en considérant que Viridiana n'existait pas en tant que film espagnol. Il devint alors film mexicain grâce au distributeur Gustavo Alatriste. Il sortit sur les écrans espagnols le 9 avril 1977, deux années après la mort de Franco, le jour même où fut reconnue l'existence légale du PCE. La nationalité espagnole ne lui fut rendue qu'en 1983.

## Distinctions
- Festival de Cannes 1961 : Palme d'or
- Ramdam Festival de Tournai 2011 : meilleur film  et film le plus dérangeant dans la catégorie Rétrospective